# Gélacourt
Gélacourt ist eine französische Gemeinde mit 184 Einwohnern (Stand 1. Januar 2022) im Département Meurthe-et-Moselle in der Region Grand Est (vor 2016 Lothringen). Sie gehört zum Arrondissement Lunéville und zum Kanton Baccarat. Die Einwohner nennen sich Gélacourtois(es).

## Geografie
Die Gemeinde liegt etwa 47 Kilometer südöstlich von Nancy im Süden des Départements Meurthe-et-Moselle. Nachbargemeinden sind Brouville im Norden und Osten, Merviller im Osten, Baccarat im Südosten, Süden und Südwesten sowie Azerailles im Westen. Die Gemeinde besteht aus dem Dorf sowie Einzelgehöften. Der Fluss Meurthe durchquert Gélacourt und bildet streckenweise die Gemeindegrenze.

## Geschichte
Der Ort wurde 1137 indirekt (Gerardus de Gislacurt) als Gislacurt in einem Dokument erwähnt. Gélacourt gehörte historisch zum Herzogtum Lothringen, das 1766 an Frankreich fiel. Bis zur Französischen Revolution lag die Gemeinde dann im Grand-gouvernement de Lorraine-et-Barrois. Von 1793 bis 1801 war die Gemeinde dem Distrikt Lunéville zugeteilt. Seit 1793 ist sie Teil des Kantons Baccarat. Seit 1801 ist Gélacourt zudem dem Arrondissement Lunéville zugeordnet. Die Gemeinde lag bis 1871 im alten Département Meurthe.

## Bevölkerungsentwicklung
| Jahr                       | 1962 | 1968 | 1975 | 1982 | 1990 | 1999 | 2007 | 2019 |
| Einwohner                  | 113  | 119  | 123  | 150  | 181  | 148  | 158  | 169  |
| Quellen: Cassini und INSEE |      |      |      |      |      |      |      |      |

## Verkehr
Gélacourt liegt zwar an der Bahnstrecke von Lunéville nach Saint-Dié-des-Vosges, hat jedoch keinen eigenen Bahnhof. In den Nachbargemeinden Azerailles und Baccarat sind die nächstgelegenen Haltestellen. Durch die Gemeinde führt die N59 mit einem Vollanschluss im Südosten der Gemeinde. Für den regionalen Verkehr ist die D19 wichtig, die durch das Dorf führt.

## Sehenswürdigkeiten
- Dorfkirche Saint-André aus dem 18. Jahrhundert; die Apsis ist aus dem 16. Jahrhundert
- Kapelle Sainte-Catherine aus dem 17. Jahrhundert
- alte Häuser mit sehenswerten Türportalen
- Denkmal für die Gefallenen[1]
- Lavoir in Form eines Doppelbrunnens aus dem Jahr 1866
- mehrere weitere Brunnen

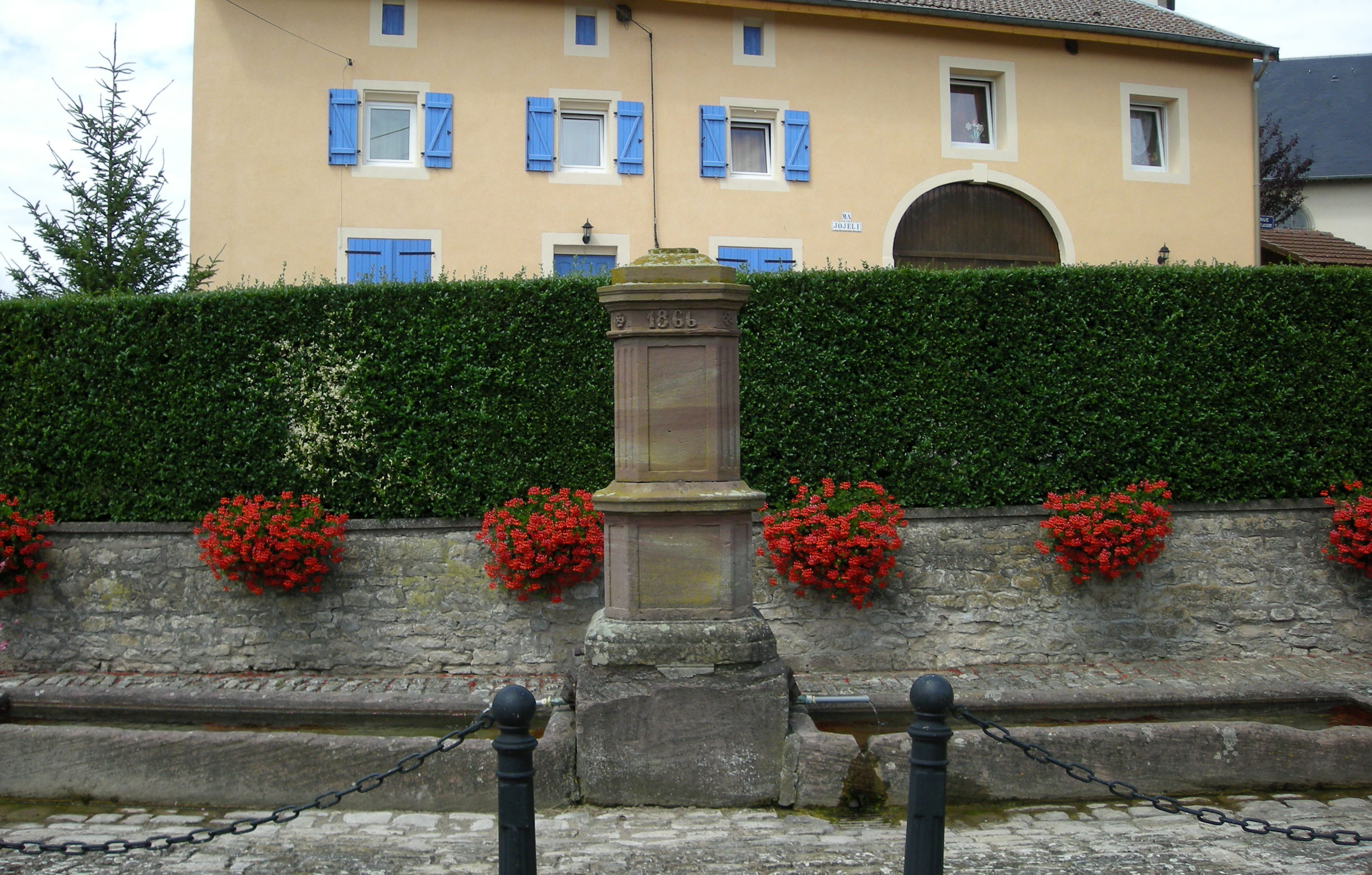
Lavoir (Waschhaus)
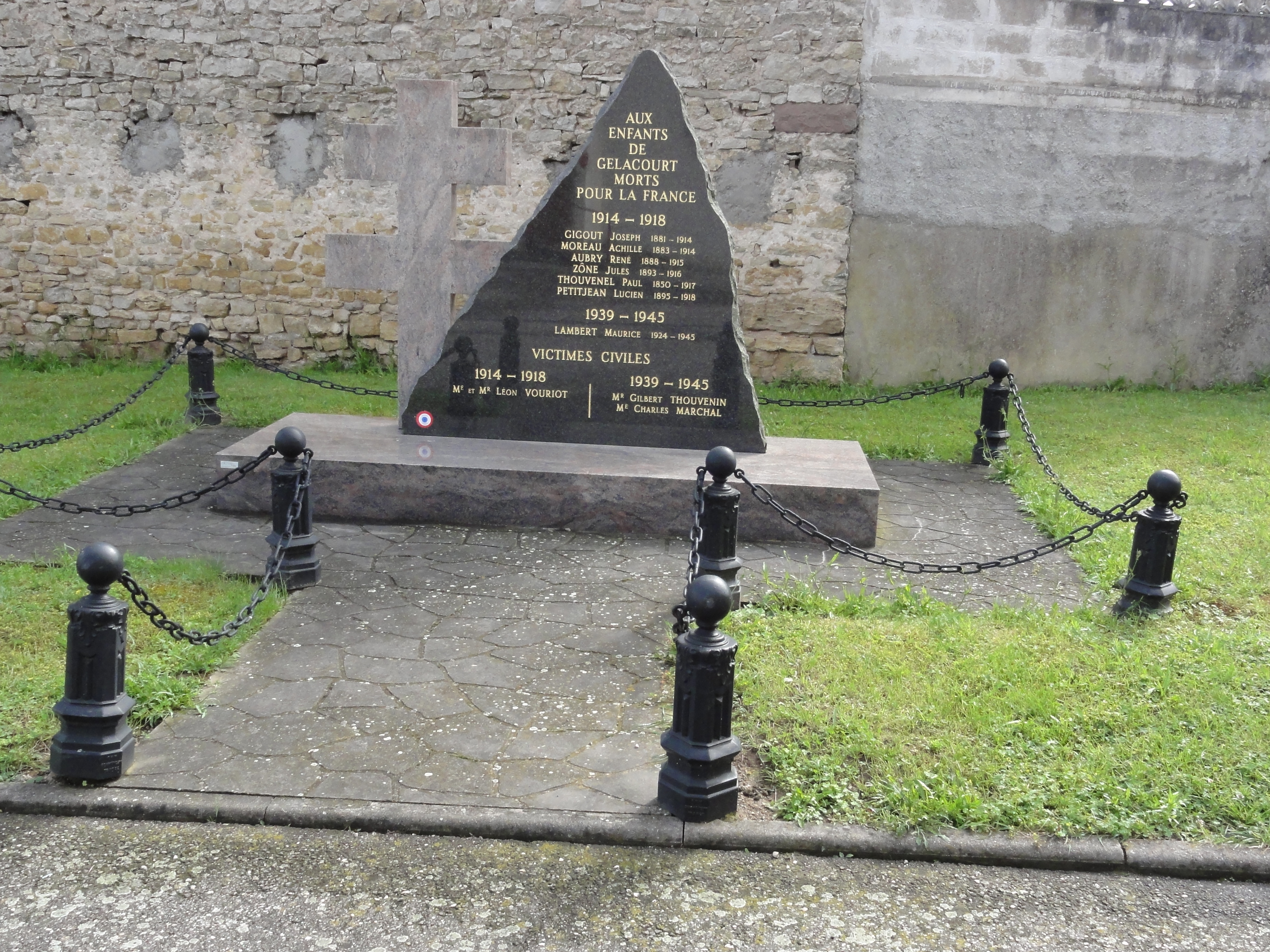
Denkmal für die Gefallenen
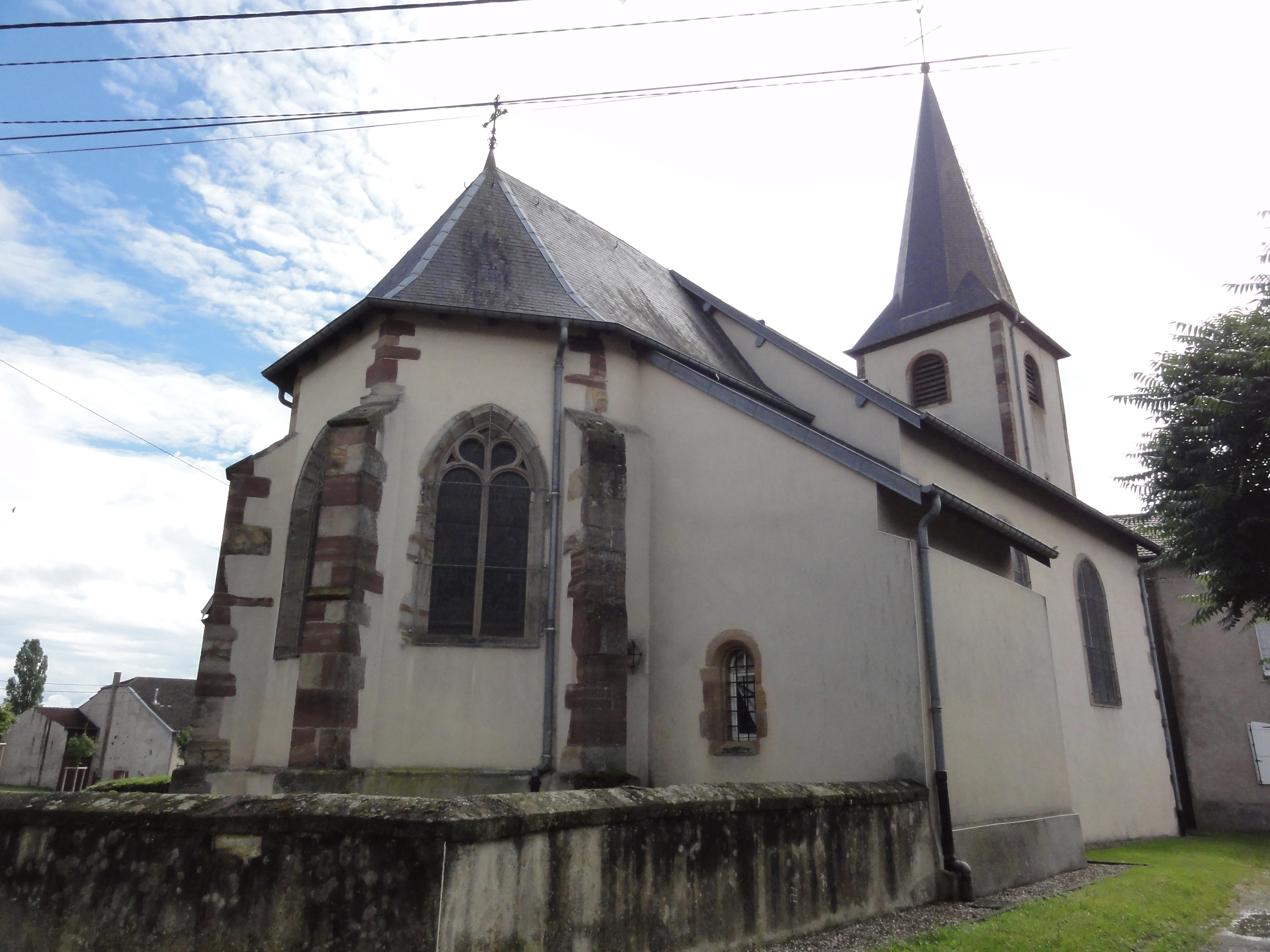
Dorfkirche Saint-André
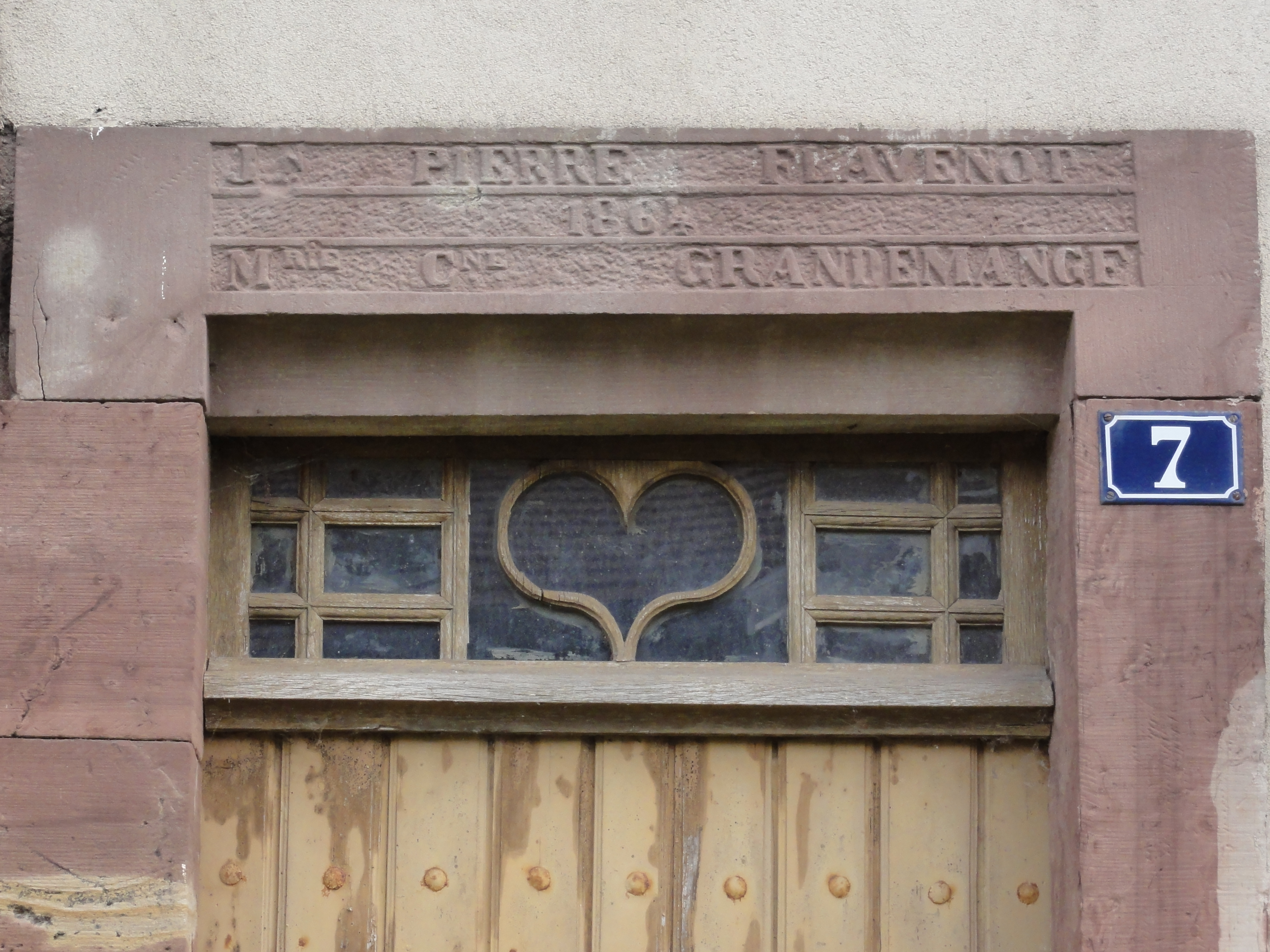
Teilansicht eines Portals
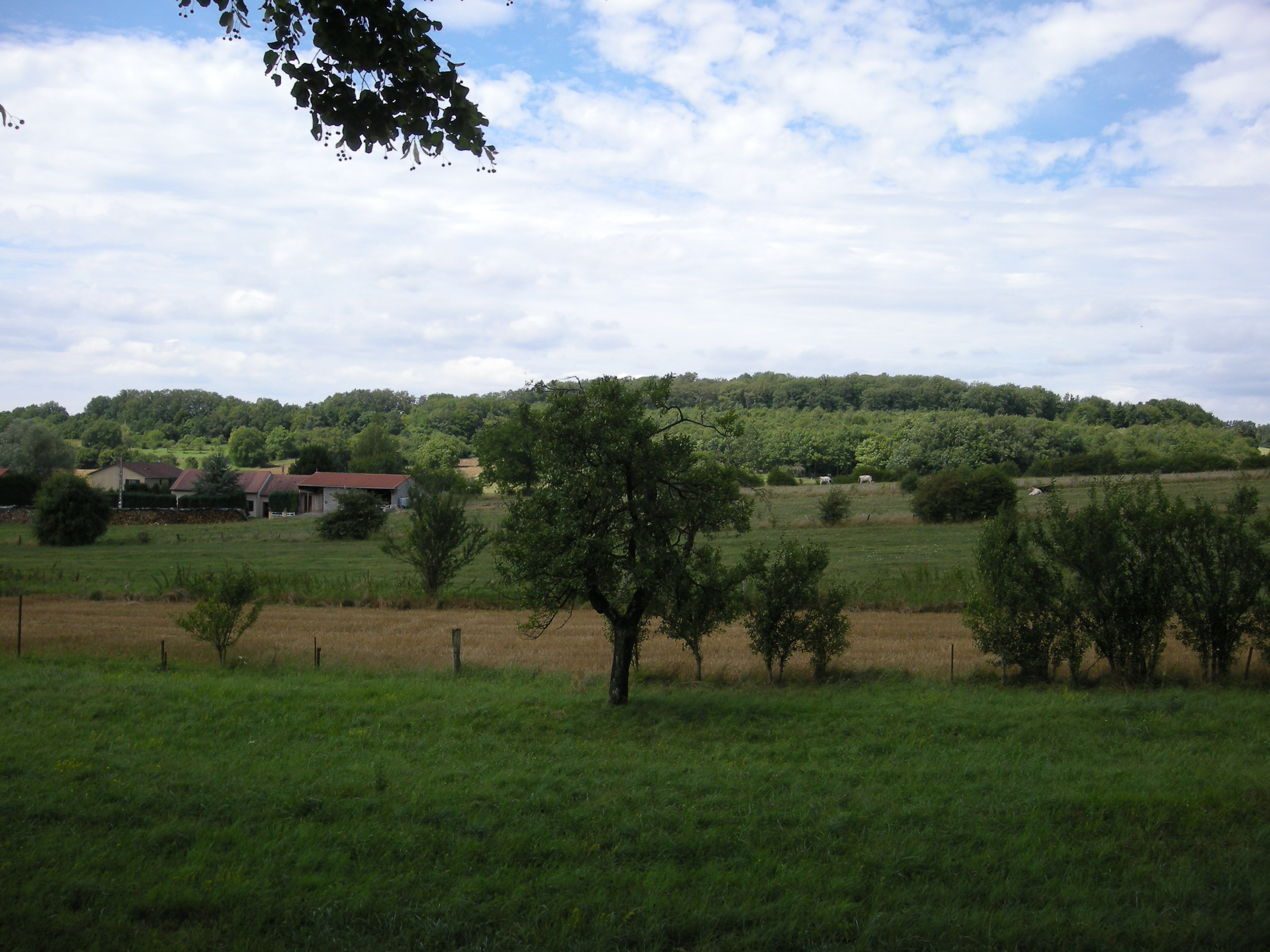
Landschaft nahe Gélacourt